# Marine Park (parque de Brooklyn)
Marine Park es un parque público ubicado en el barrio de Marine Park en Brooklyn, Nueva York(Estados Unidos). Sus 3,2 km² rodean la ensenada más occidental de la bahía de Jamaica. La mayor parte de la tierra para Marine Park fue donada a la ciudad de Nueva York para que la familia Whitney la convirtiera en un parque público en 1920 y Frederic B. Pratt y Alfred Tredway White, quienes donaron conjuntamente 61 ha en 1917. El terreno donado consiste en el área entre las actuales avenidas Fillmore y Gerritsen y la calle 38 Este. Originalmente tenía un área de casi 809 ha, más de la mitad de la cual ha sido donada al Servicio de Parques Nacionales como parte del Área Recreativa Nacional Gateway, el parque es principalmente un pantano salado fértil que recibe agua dulce de Gerritsen Creek.
Marine Park consta de áreas de parques recreativos y el Salt Marsh Nature Center, donde se pueden encontrar aves de los pantanos, conejos de cola de algodón, cangrejos herradura y peces sapo ostra.

## Historia

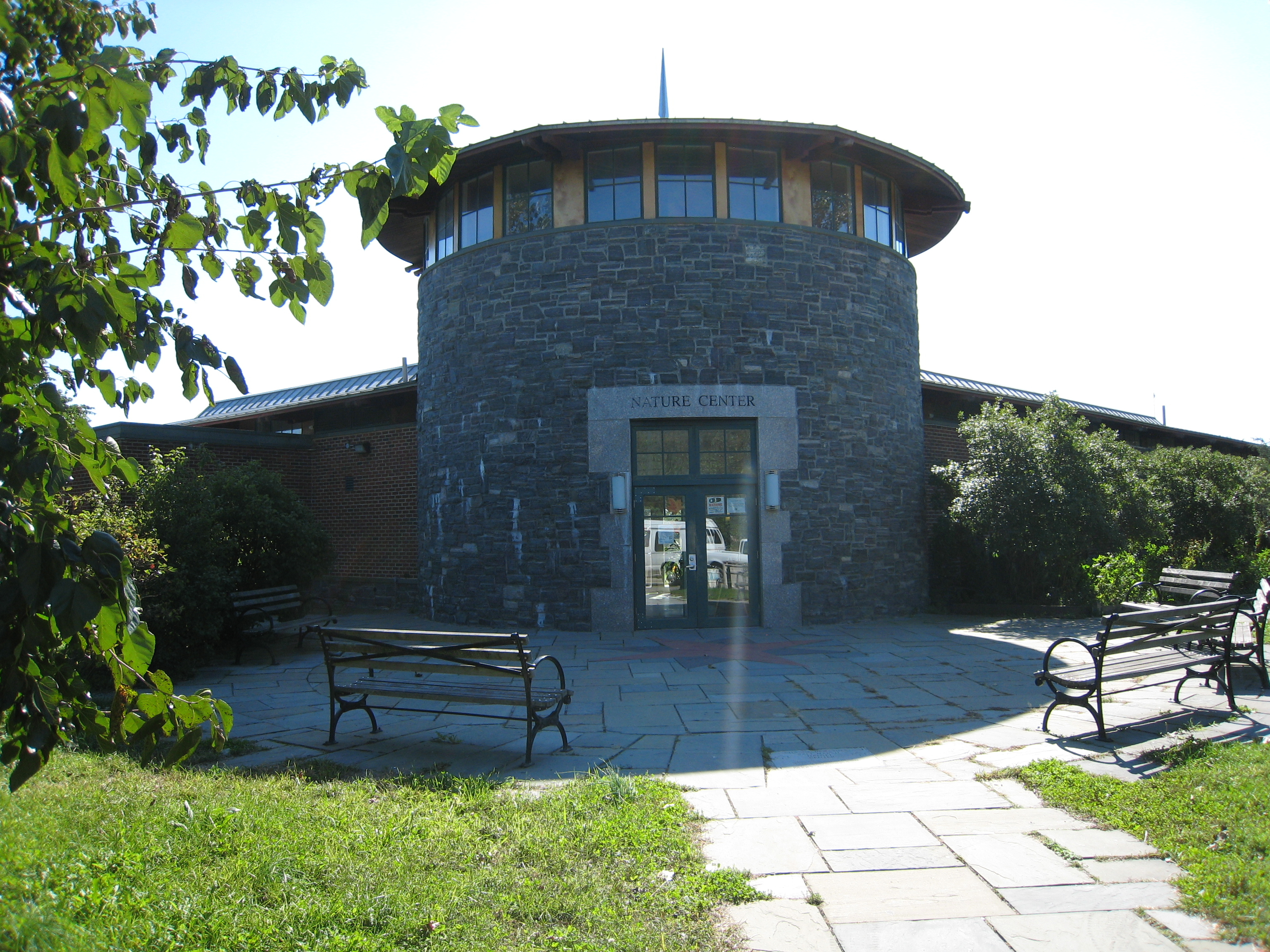
Centro de naturaleza Salt Marsh del parque marino

El área era un coto de caza y pesca para los nativos norteamericanos del pueblo cercano de Keshawchqueren. En Marine Park se descubrieron fosas para cocinar y preparar alimentos que datan del 800 al 1400, junto con huesos de venado y tortuga, conchas de ostras y escamas de esturión. En el siglo XVII, los holandeses comenzaron a asentarse en la zona, que tenía similitudes con las marismas y las llanuras costeras de los Países Bajos. La tierra resultó ser bastante fértil y también abundaban las almejas, las ostras y la caza.
A principios del siglo XX, a medida que la industrialización barría la nación, los desarrolladores hicieron planes para convertir la bahía en un puerto y se prepararon para dragar Rockaway Inlet para permitir que grandes barcos ingresen al puerto propuesto. Los especuladores anticiparon un auge inmobiliario y compraron terrenos a lo largo del paseo marítimo de la bahía de Jamaica. Sin embargo, los donantes, incluidos Alfred Tredway White y Frederic Pratt, entregaron el terreno a la ciudad, con el requisito de que se convirtiera en un parque. El desarrollo fue lento, pero con nuevas compras de terrenos, el parque creció a 737 ha en 1937. Ese mismo año, la Junta de Concejales nombró al sitio "Parque Marino de Brooklyn".

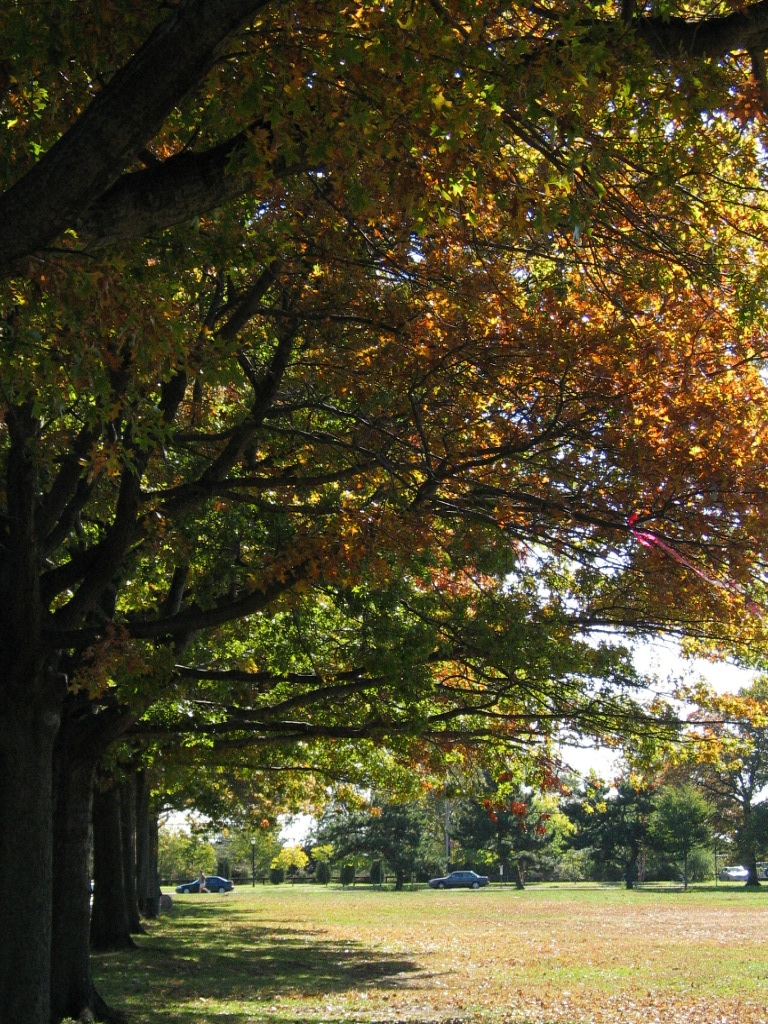
Hileras de árboles en el parque

La mezcla de agua dulce y salada de la reserva natural y el sendero en el terreno del parque ha tenido su propia historia. En el siglo XVIII, George Washington hizo una parada de varios días en las tierras cercanas. Había un molino en el agua en ese momento; en 1938, el molino se quemó hasta el nivel del agua, dejando solo los pilotes de madera de marea baja a través del agua que se pueden ver hasta el día de hoy. A mediados del siglo XX, el área fue abusada por basura y autos abandonados. En un momento, se convirtió en un vertedero y la basura se apiló hasta 18 m en ciertas áreas. Después de un esfuerzo de limpieza masivo en la década de 1990, el área fue restaurada a su antigua gloria, con la excepción de algunas piezas de automóviles oxidadas que acribillaron el área y los adolescentes arrojaron basura y provocaron incendios provocados a los Phragmites altos y secos de vez en cuando.
El parque ganó su masa de tierra como vertedero, lo que generó tantas ratas en el área que los niños locales las cazaron con arcos y flechas en la década de 1960. Un chico del barrio fue mordido por una rata mientras dormía.

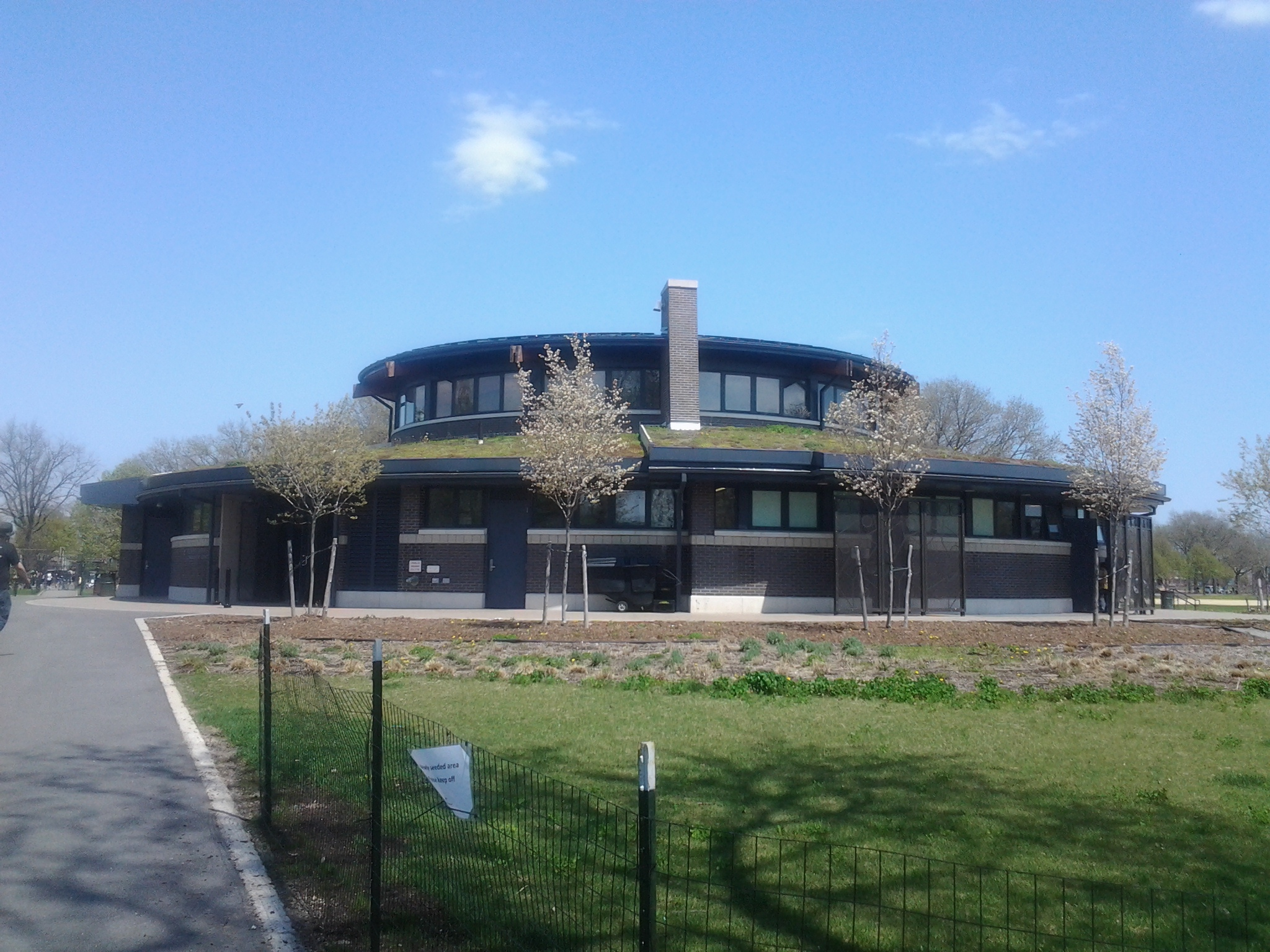
Centro Comunitario Carmín Carro

Las instalaciones recreativas se construyeron en las décadas siguientes, incluido el campo deportivo Pratt-White (1939) que se dedicó a los dos padres de Marine Park. Un campo de golf de 85 ha fue inaugurado en 1963, y el Aeropuerto Modelo John V. Lindsay se inauguró en 1971. El campo de golf fue diseñado por el renombrado arquitecto de campos Robert Trent Jones y alberga varios torneos de golf pro-am, incluidos el Brooklyn Open y el Jamaica Open NY Golf Tournament. Los nuevos campos de béisbol se abrieron en 1979 y recibieron el nombre del oficial de policía de Nueva York Rocco Torre, amante del béisbol, en 1997. Los senderos naturales establecidos a lo largo de Gerritsen Creek en 1984-85 invitan a los visitantes del parque a observar una gran cantidad de flora y fauna. Las mejoras en curso a fines del siglo XX incluyen la reconstrucción de canchas de baloncesto, tenis y bochas; de campos de béisbol; y de Lenape Playground en la Avenida U. Se inauguró un nuevo centro natural en 2000 y el Centro Comunitario Carmine Carro se inauguró en 2013.

## Instalaciones
El patio de juegos del parque, varios campos deportivos y un sendero para correr de 0,83 millas de largo se construyeron en el antiguo cementerio de Keshawchqueren. Parte del parque, incluidos los campos al norte de Avenue U, se construyó sobre Gerritsen Creek.
Marine Park también contiene un campo de golf, que ocupa la mitad este del parque. Los 85 ha campo de golf inaugurado en 1963 y contiene un campo de prácticas.

## Características geográficas
Marine Park contiene la mayor parte de la longitud restante de Gerritsen Creek. La cabecera del arroyo se encuentra junto al Centro de Naturaleza Salt Marsh.: 212 Las cabeceras del arroyo originalmente estaban ubicadas ocho avenidas al norte de su fuente actual en la Avenida U, pero la parte norte del arroyo fue enterrada en una alcantarilla pluvial en 1920. El arroyo ha sido descrito como uno de los "dedos" que formaron la costa original de la bahía de Jamaica.
La Isla Mau Mau, también llamada Isla Blanca, es una isla artificial dentro del parque, ubicada entre dos brazos del arroyo Gerritsen. Creado posiblemente en 1934, estaba hecho de basura. Se suponía que estaría incluido dentro de una ampliación del campo de golf, que nunca se construyó; un puente temporal fue el único objeto erigido de este plan, y solo quedan los pies de página de este puente.
La parte este de Marine Park, al este de la isla Mau Mau, era originalmente parte de una isla llamada Riches Meadows. La isla estaba delimitada por dos arroyos, Mill Creek y Deep Creek, que luego conducían a Mill Basin, ubicado al otro lado de Flatbush Avenue hacia el noreste.

## Centro Comunitario
El Centro Comunitario Carmine Carro, llamado así por Carmine Carro, un activista local y defensor del parque que se desempeñó como presidente de la Asociación Cívica del Parque Marino, abrió sus puertas en marzo de 2013. Los elementos "verdes" del edificio incluyen paneles solares, un sistema geotérmico de calefacción y refrigeración y un techo verde. Debido a estas características de ahorro de energía, el Departamento de Parques está buscando la certificación LEED Silver para el edificio.